# Friaren

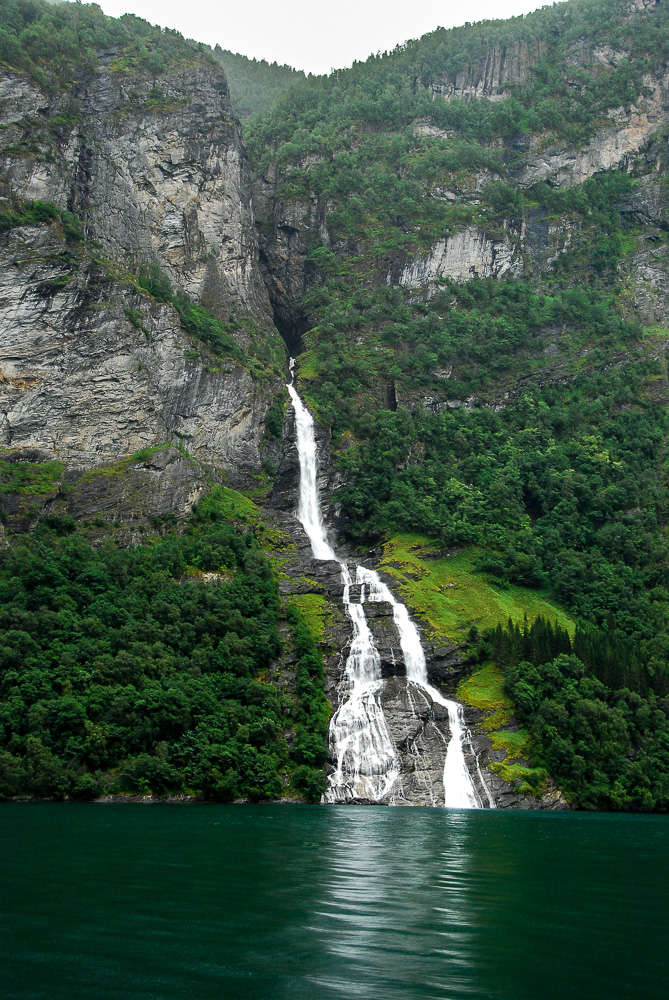
Friaren

Friaren ("De Vrijer") is een waterval in de Geirangerfjord, onderdeel van de gemeente Stranda in de Noorse provincie Møre og Romsdal. Andere namen waaronder de Friaren bekend is zijn Friarfossen, Skågeflafossen of Geitfossen. Officieel gezien wordt de naam Geitfossen alleen gebruikt voor het bovenste gedeelte van de gehele waterval.
Het water van de rivier Tverrelva en Geitelva valt van een hoogte van 440 meter in de Geirangerfjord. Het onderste gedeelte heeft een vrije val van 125 meter en is goed zichtbaar. Het bovenste gedeelte wordt aan het zicht onttrokken. Friaren is alleen te zien vanaf de ferry Hellesylt-Geiranger of met een gehuurde boot.
Friaren wordt gevoed door het smeltwater van sneeuw, een aantal kleine gletsjers en water uit een meer Skageldalsvatnet op een hoogte van 1093 meter. Na een warme periode in het voorjaar en in de zomer is Friaren op zijn spectaculairst en neemt de waterval in kracht toe.
De legende van de tegenoverliggende waterval Sju Systre ("Zeven Zusters") is dat de zeven zusters speels dansend de berg af komen, terwijl de aanbidder (Friaren, tegenover de zeven zusters) speels flirt vanaf de overzijde van de fjord. De aanbidder probeert een huwelijksaanzoek te doen aan de zeven zusters aan de andere kant van de fjord, maar dat is nooit gelukt.
Naast Friaren zijn er meerdere watervallen in de Geirangerfjord te zien: Sju Systre, Bringefossen, Brudesløret ("De Bruidssluier"), Ljosurfossen, Gjerdefossen, Ljofossen en Storefossen bij Hellesylt.